# Freja (forskningsprogram)
 For alternative betydninger, se Freja (flertydig). (Se også artikler, som begynder med Freja)
FREJA (Female Researchers in Joint Action) er et forskningsprogram iværksat i 1999 under daværende forskningsminister Jytte Hilden til favorisering af unge, kvindelige forskere.
Programmet fik afsat 78 mio. kr. af skatteydernes penge. Formålet med FREJA var at medvirke til at øge antallet af kvindelige forskere, og dermed forbedre udnyttelsen af Danmarks forskerpotentiale. FREJA-projektet skulle opdyrke ny dynamisk forskning på områder med et teknologisk og erhvervsmæssigt sigte, og forskningen gennemføres af forskergrupper ledet af kvindelige forskere. Penge kunne søges til nye forskningsprojekter inden for alle faglige discipliner. Der blev dispenseret således at en kvindelig ansøgere kunne foretrækkes i tilfælde af lige kvalifikationer i øvrigt. Der indkom ansøgninger fra 327 forskergrupper, heraf 307 ledet af kvinder. 16 grupper, alle ledet af kvinder, modtog en bevilling.
En kort præsentation af det efterfølgende forskningsmæssige karriereforløb for de 16 bevillingshavere og deres respektive forskningsgrupper/områder findes i publikationen "Det betaler sig at støtte kvinders forskning! En præsentation af FREJA-projekterne" udarbejdet af Netværk for Kvinder i Fysik og Female Economics Researchers in Aarhus i fællesskab fra 2005.